# 値賀忠治
値賀 忠治（ちが ちゅうじ、1887年（明治20年）7月25日 - 1981年（昭和56年）12月22日）は、日本の陸軍軍人。最終階級は陸軍中将。旧姓・前田。

## 経歴
山形県、現在の山形市で、前田保の二男として生まれ値賀勇雄の養子となる。1907年（明治40年）5月、陸軍士官学校（19期）を卒業。同年12月、歩兵少尉に任官した。1916年（大正5年）11月、陸軍大学校（28期）を卒業した。
1922年（大正11年）8月、歩兵少佐に進級し、1925年（大正14年）5月、兵科を航空兵科に転じ航空兵少佐となった。1926年（大正15年）8月、航空兵中佐に昇進。1928年（昭和3年）8月、下志津陸軍飛行学校教官兼同校研究部部員に就任。1930年（昭和5年）8月、航空兵大佐に昇進し陸軍航空本部第2課長に就任。1932年（昭和7年）4月、飛行第8連隊長に転じた。1933年（昭和8年）8月、浜松陸軍飛行学校長に就任し、1935年（昭和10年）8月、陸軍少将に進級し同校幹事となる。
1936年（昭和11年）8月、第3飛行団長に転じ、第一次上海事変の勃発により上海派遣軍隷下として出征した。1938年（昭和13年）7月、陸軍中将に進み陸軍航空技術学校長に発令されて帰国。1939年（昭和14年）8月に待命となり、同月、予備役に編入された。
その後、日本無線常務を務めた。1981年12月、老衰のため大田区の東京都立荏原病院（現東京都保健医療公社荏原病院）で死去した。

## 栄典
- 1940年（昭和15年）8月15日 - 紀元二千六百年祝典記念章[8]